# パナソニック洲本地区
パナソニックエナジー株式会社 洲本工場は、兵庫県洲本市（淡路島）にあるパナソニックエナジー株式会社の工場。リチウムイオン二次電池関連開発をしている。プライム プラネット エナジー&ソリューションズ 洲本工場も併設されている。

## 概要
1964年8月に三洋電機洲本工場として開設し、国内で初めてニッケル・カドミウム蓄電池（商品名：カドニカ電池）の量産に成功して以来、世界における電池開発及び生産の一翼を担っている。
現在の名称は2022年4月の社内カンパニー制度の廃止と持株会社体制への移行時から使用されており、2011年4月に三洋電機がパナソニックの完全子会社となるまでは、三洋電機ソフトエナジーカンパニー（後に三洋電機モバイルエナジーカンパニー）、2011年4月から同年12月末までは三洋電機エナジーデバイスカンパニー、2012年1月から2022年3月まではパナソニック オートモーティブ&インダストリアルシステムズ社二次電池事業部 洲本工場であった。

### 生産品
- リチウムイオン二次電池

## 沿革
- 1964年8月 - 操業開始

## 所在地
- 〒656-8555 兵庫県洲本市上内膳222番地の1[注 1]
- 面積：81,981㎡

## アクセス
神戸淡路鳴門道洲本インターチェンジより車で2分。兵庫県道125号洲本松帆線沿いに立地している。

## クラブ活動
- パナソニックエナジー洲本サッカー部：関西社会人リーグを３度制覇した強豪チーム。
- パナソニックエナジー洲本野球部：天皇賜杯全日本軟式野球大会で優勝1回・準優勝1回、国民体育大会で3度優勝した強豪チーム。